# Peter Benkö

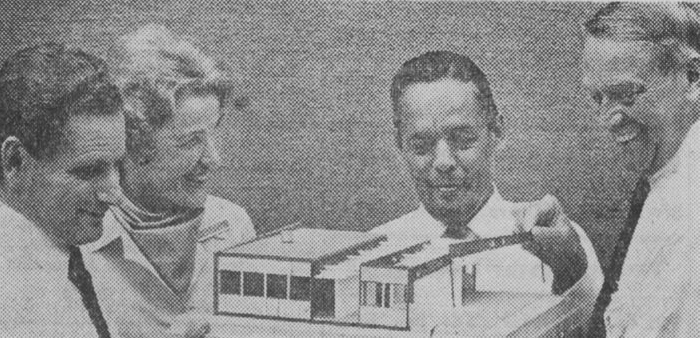
Från vänster: Peter Benkö, Anna Holst, Hans Nyberg och Hans-Ancker Holst med en skolmodell.

Peter Janos Benkö (ursprungligen Péter János Benkő), född 12 maj 1925 i Debrecen, död 10 oktober 2000, var en ungersk-svensk arkitekt. 

## Biografi
Benkö, som var son till en arkitekt, avlade studentexamen i Debrecen 1943 och utexaminerades från tekniska högskolan i Budapest 1948.
Han anställdes som arkitekt vid Vattenfallsstyrelsen 1956, på Axel Grönwalls och Ernst Hirschs arkitektkontor 1959 och vid Hans-Ancker Holst Arkitektkontor AB från 1961.
Hans verksamhet omfattade bland annat ritande av oljehamn i Stenungsund, kraftstation i Laxede, villor för SCA i Sundsvall, Korsselbränna, Hällforsen, Betsele och Edsele kraftverk, Hammarforsens gasturbinkraftverk i Sundsvall samt missionskyrka och ungdomsgård i Skärholmen Centrum. Han författade Typprojektering av industribyggnader (1956) och var redaktör för tidskriften Industribyggnation 1954–1956.
1969 blev han chef för Småhuskontoret vid Riksbyggens projekteringsavdelning. Där kom han att utveckla hustyper som fick stor spridning i landet i en brytningstid för bolaget. Det första förverkligade området var Håsten i Varberg

### Familj
Benkö är begravd i minneslunden på Katarina kyrkogård i Stockholm. Han var far till Cilla Benkö.